# Regata storica

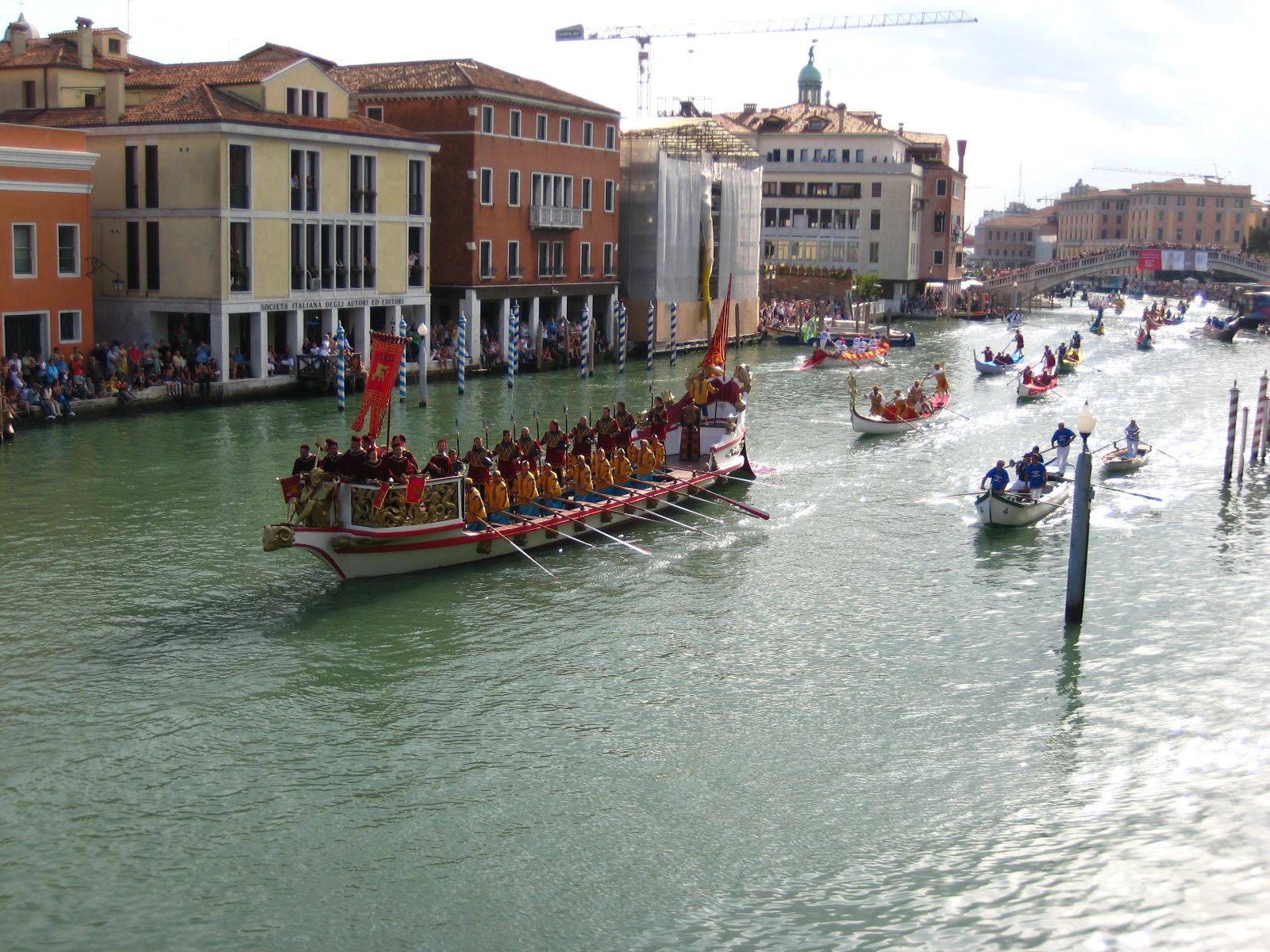
Regata storica 2008

Die Regata storica ist die wichtigste Regatta von Venedig und die traditionsreichste Regatta Europas. Sie findet jeweils am ersten Septembersonntag auf dem Canal Grande statt und soll an die große, einmalige Geschichte Venedigs erinnern.
Von diesem Bootsrennen leitet sich der Begriff Regatta her.

## Geschichte

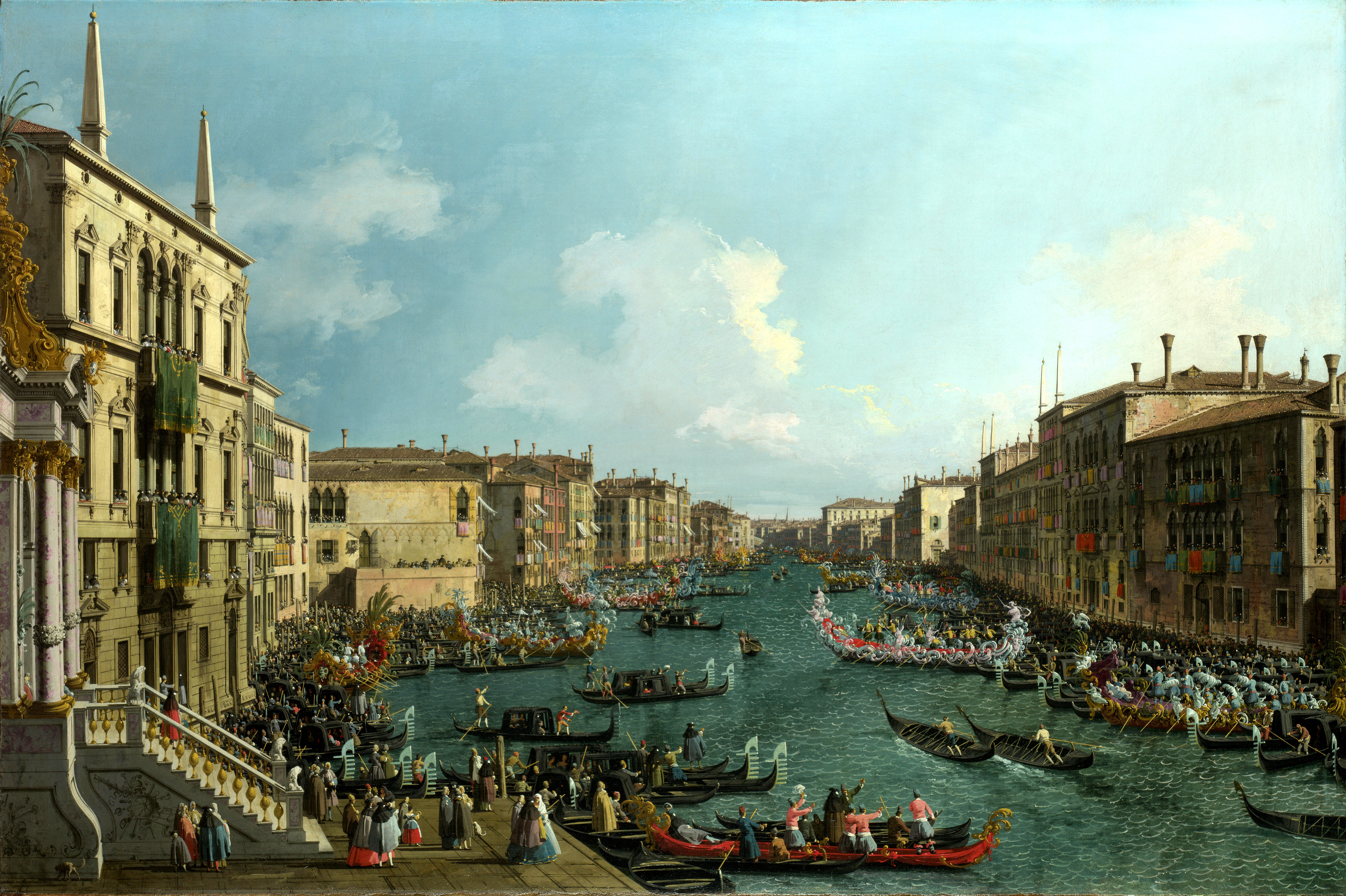
Regatta am Canal Grande, Canaletto, um 1740

Ihren Ursprung hat die Regatta in der zweiten Hälfte des 13. Jahrhunderts.
Historisch gesehen sollen die Regatten anlässlich einer Übung von Armbrustschützen auf dem Lido entstanden sein. Die Ruderer der großen Boote vertrieben sich die Zeit mit Wettfahrten, während sie bei San Marco auf ihre Herren warteten. Als um 1300 ein Krieg drohte, richtete die Regierung am Tag des Marienfestes eine offizielle Regatta aus, um unter den Zuschauern Söldner zu werben. Es gab auch Frauen-Regatten, erstmals 1493 zu Ehren von Beatrice d’Este, der Gattin des Mailänder Fürsten. 50 junge Mädchen nahmen daran teil.
Die Bezeichnung Regata tauchte erstmals um 1500 auf einem Stadtplan Venedigs von Jacopo de’ Barbari auf. Möglicherweise leitet sich der Begriff von aurigare (wettrennen) her. Der Begriff fand als Bezeichnung für Bootsrennen Eingang in die meisten europäischen Sprachen.
Mit dem Untergang der Republik Venedig 1797 wurde die Regatta aufgegeben.
Erst 1841 wurde mit Erlaubnis der Österreichischen Regierung wieder eine Regatta auf dem Canal Grande abgehalten. Mit dem Anschluss Venedigs an das Königreich Italien wurde das Rennen mit einem Fest in Erinnerung an die ruhmreiche Geschichte Venedigs verbunden. 1899 bekam die Veranstaltung den Namen Regata storica.

## Ablauf

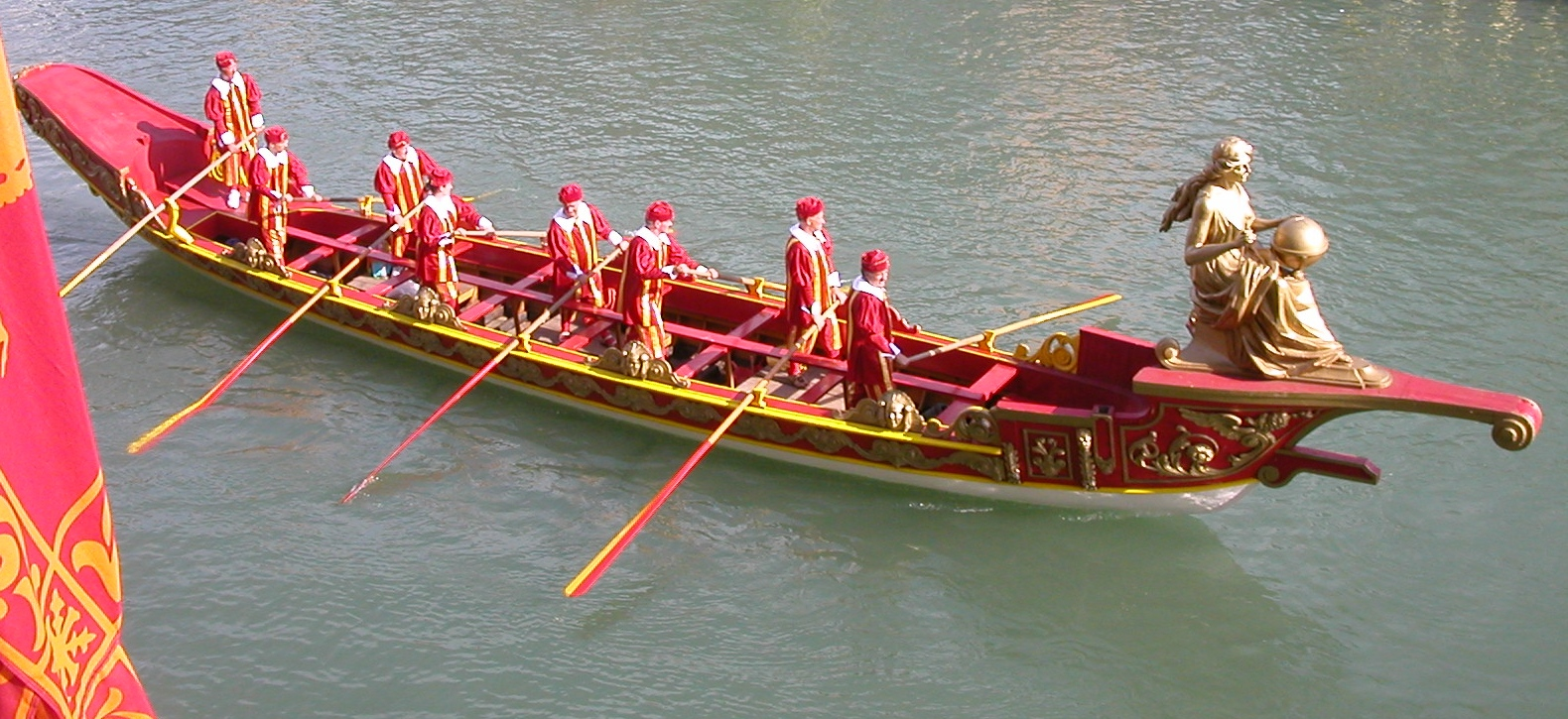
Teilnehmer der Regata storica 2008

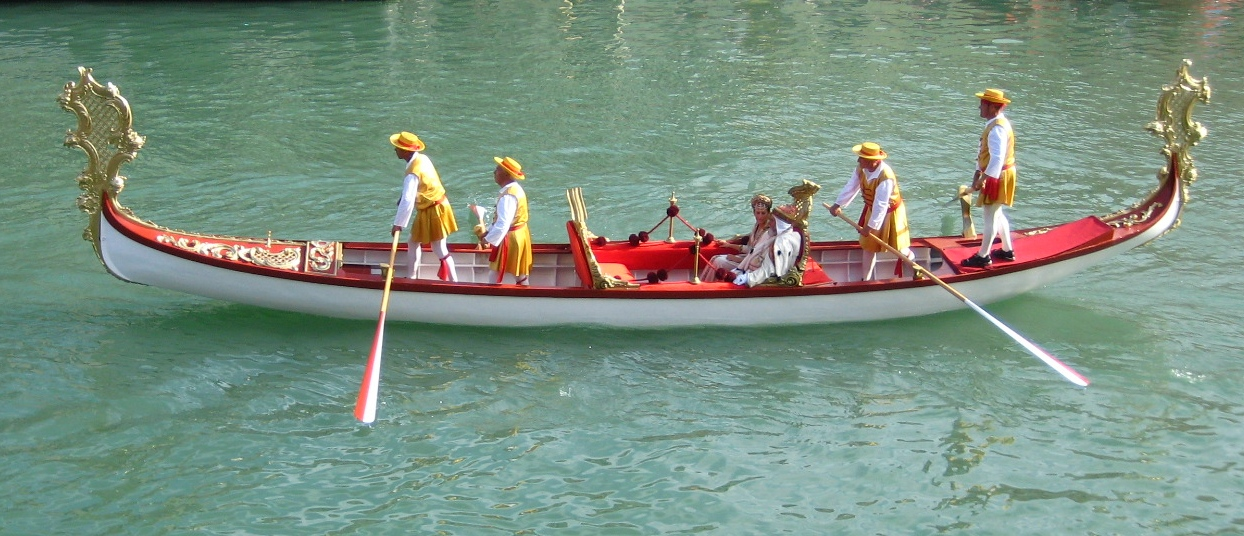
Teilnehmer der Regata storica 2008

Der eigentlichen Regatta geht ein mehrere Kilometer langer Schiffskorso mit historischen Booten und im Stil des 15. Jahrhunderts kostümierten Besatzungen zuvor. Dabei wird der Schiffskorso anlässlich der Übergabe Zyperns an die Republik Venedig durch Caterina Cornaro nachgestellt. Angeführt wird der Zug vom Bucintoro, dem vergoldeten Staatsschiff. Teilnehmer in den prächtig geschmückten Booten stellen den Dogen Agostino Barbarigo und seine Frau sowie Caterina Cornaro und andere Persönlichkeiten dar.
Danach beginnt die Ruderregatta, die in vier Durchläufen stattfindet.
- die Regatta der Jugendlichen, die Regata dei Giovanissimi su pupparini a due remi. Teilnehmen können männliche Jugendliche im Alter von 14 bis 18 Jahren in Zwei-Mann-Booten, den sogenannten Pupparini. Die Teilnehmer werden in zwei Vorläufen Ende August ermittelt.
- die Regatta der Frauen, die Regata delle Donne su mascarete a due remi. Teilnehmerinnen sind Frauen ab 14 Jahren, die in zwei Vorläufen Ende August ermittelt werden. Sie treten ebenfalls zu zweit auf Mascarete, historischen Fischerbooten, an.
- die Regatta der Männer im Sechser-Boot, die Regata delle Caorline a sei remi. Teilnehmer sind jeweils ein Boot das die Gemeinden Venedig und die Lagunengemeinden Campagna Lupia, Cavallino-Treporti Chioggia, Jesolo, Mira, Musile di Piave und Quarto d’Altino repräsentieren. Meldet sich mehr als ein Boot pro Gemeinde an, werden die Teilnehmer in Vorläufen ermittelt.
- die Regatta der Männer in Zwei-Mann-Gondolini, die Regata dei Gondolini a due remi. Die Teilnehmer starten, jeweils zu zweit, in einer kleineren, schmaleren Version der venezianischen Gondel. Die Teilnehmer werden in drei Vorläufen Ende August ermittelt.

Die Läufe beginnen bei den Giardini Napoleonici und führen durch das Becken von San Marco in den Canal Grande. An verschiedenen Punkten wird gewendet. Das Ziel ist jeweils beim Ca’ Foscari.
Da die meisten Zuschauer ihre Plätze auf privaten Booten haben und am Ufer nur wenige Tribünen aufgestellt werden, ist eine rechtzeitige Reservierung von Plätzen unerlässlich. Während der Regatta ist das Verweilen auf den Brücken über den Canal Grande nicht gestattet.